# Kaisheim
Kaisheim är en köping (Markt) i Landkreis Donau-Ries i Regierungsbezirk Schwaben i förbundslandet Bayern i Tyskland.